# Opius ferrugator
Opius ferrugator är en stekelart som först beskrevs av Goureau 1862.  Opius ferrugator ingår i släktet Opius och familjen bracksteklar. Inga underarter finns listade i Catalogue of Life.